# Nil Górny
Nil Górny (ang. Upper Nile, d. arab. أعالي النيل – A'ali an-Nil) – stan na północnym wschodzie Sudanu Południowego istniejący do 2015 roku (wówczas to podzielony na stany: Latjoor, Nil Wschodni i Nil Zachodni) i ponownie od roku 2020.
Do 2015 w jego skład wchodziło 12 hrabstw.